# Todesfall Michael Brown

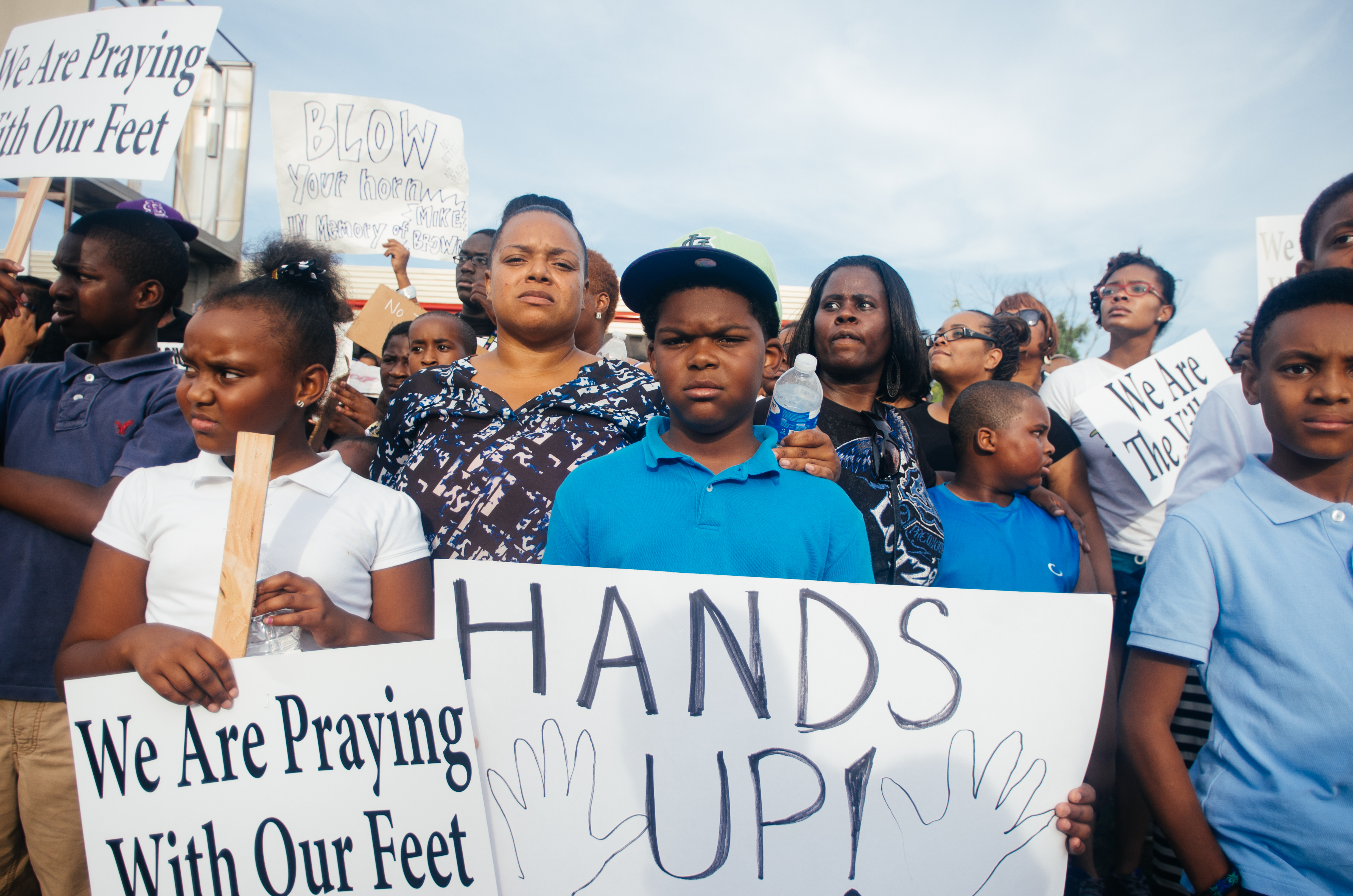
Protestversammlung am 14. August 2014 in Ferguson

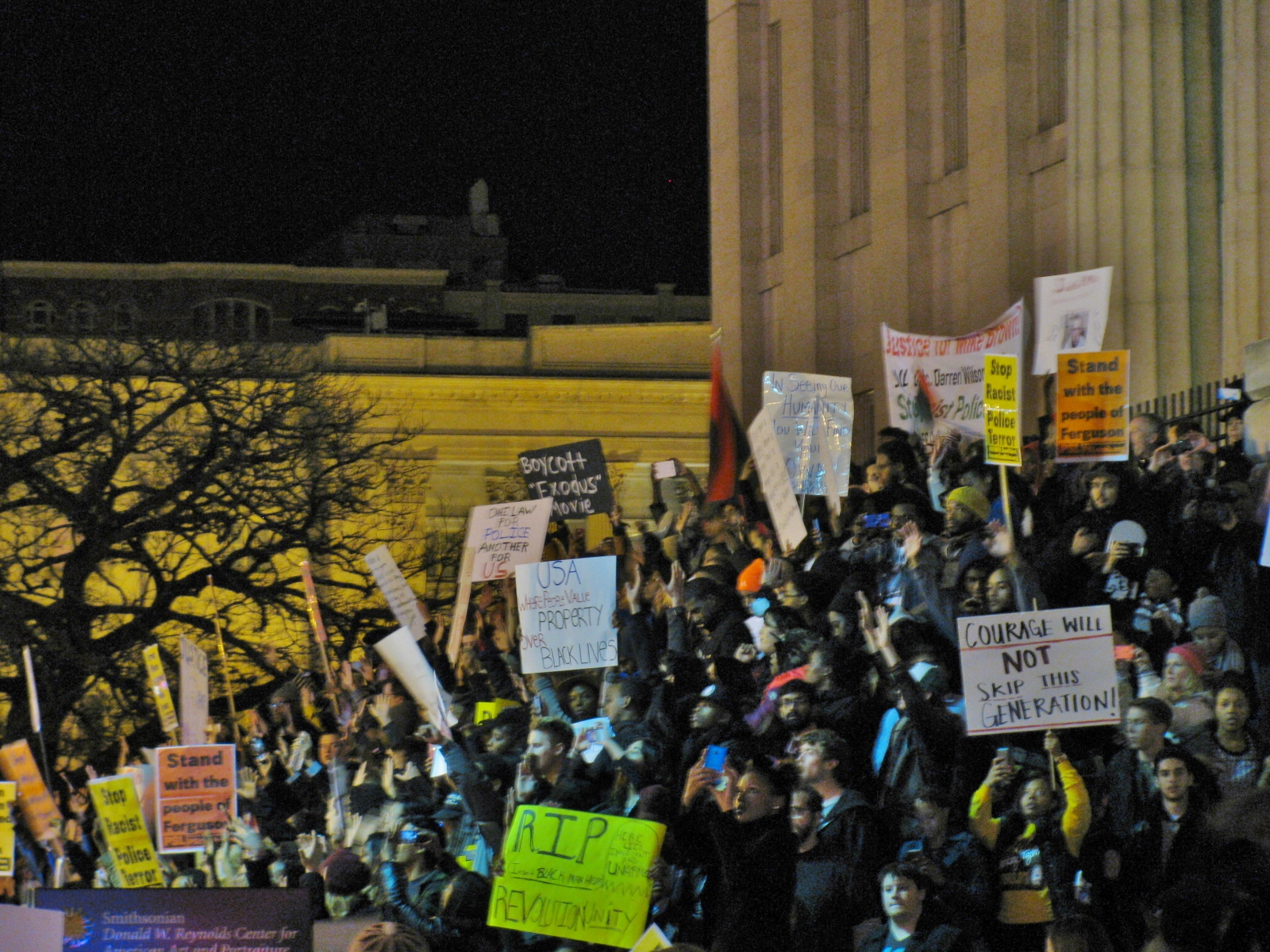
Protestversammlung am 25. November in Washington

Der Todesfall Michael Brown ereignete sich am Mittag des 9. August 2014 um 12:02 Uhr Ortszeit in der Stadt Ferguson im US-amerikanischen Bundesstaat Missouri. Dabei wurde der 18-jährige afroamerikanische Schüler Michael Brown nach einem mutmaßlichen Ladendiebstahl und Tätlichkeiten gegenüber einem Supermarktangestellten sowie dem Polizisten Darren Wilson von letzterem erschossen. In der Folge kam es zu andauernden Unruhen und Demonstrationen gegen als rassistisch wahrgenommene Polizeigewalt, zur Entsendung der Nationalgarde und zur Verhängung nächtlicher Ausgangssperren. Nachdem eine Grand Jury am 24. November entschieden hatte, kein Verfahren gegen Darren Wilson zu eröffnen, kam es am folgenden Tag zum Teil zu gewaltsamen Protesten in mehr als 170 Städten der USA.

## Tod von Michael Brown
Brown lebte während des Sommers 2014 zusammen mit seiner Großmutter in einer Wohnung in Ferguson.
Er hatte am 1. August 2014 seinen Abschluss an der Normandy High School in St. Louis gemacht und sollte am 11. August eine Ausbildung zum Heizungs- und Klimatechniker am Vatterott College in Saint Joseph in Missouri beginnen.

### Hergang
Michael Brown wollte nach ersten Berichten am Samstagnachmittag, den 9. August 2014 seine Großmutter besuchen. Später wurde bekannt, dass er dort den Sommer verbrachte. Zusammen mit seinem Freund Dorian Johnson war er in einem Wohnviertel in Ferguson unterwegs. Browns Großmutter hörte am Nachmittag Tumulte und ging vor die Tür, um nachzuschauen, was los sei. Weniger als zwei Blocks von ihrem Haus entfernt fand sie ihren Enkel regungslos am Boden liegend. Michael Brown verstarb noch vor Ort, er war nicht bewaffnet.
Die genauen Umstände der Schüsse auf Michael Brown sind umstritten, Aussagen des Polizisten Wilson und des Michael Brown begleitenden Dorian Johnson sowie von unbeteiligten Zeugen differieren. Lediglich in einigen Punkten stimmen die Aussagen von Zeugen miteinander überein: Der Polizist Darren Wilson war, wie es in den USA üblich ist, allein in seinem Streifenwagen unterwegs, als er auf Brown und Johnson traf, die zu Fuß in der Straßenmitte gingen. 
Nach Aussagen des Beamten Wilson sprach er die beiden vom geöffneten Autofenster aus an, Michael Brown habe ihn dann durch das Fenster hindurch angegriffen, ins Gesicht geschlagen und nach seiner Dienstwaffe gegriffen, worauf er selbst mit dieser zweimal geschossen habe.
Browns Begleiter Johnson hingegen sagte aus, der Polizist Wilson habe Brown durch das Fenster hindurch am Nacken gegriffen und gedroht auf ihn zu schießen, was er dann auch getan habe.
Brown lief nach den Schüssen davon, der Polizist stieg aus dem Auto aus und folgte ihm. 
Die Aussagen des Begleiters Johnson und von anwesenden Zeugen über das dann Geschehene weichen voneinander ab, insbesondere im Hinblick auf Browns Handgesten. Johnson gab an, Brown habe sich mit erhobenen Händen ergeben, der Polizist Wilson habe ihn dennoch erschossen. Laut dem offiziellen Abschlussbericht des US-Justizministeriums hat jedoch kein einziger vernommener Zeuge behauptet, Brown habe seine Hände gehoben, um sich ergeben zu wollen. Dies haben die polizeilichen Ermittlungen als auch die Ermittlungen des FBI bestätigt. Ein Teil der Zeugen gab an, Brown habe sich in bedrohlicher Haltung auf den Polizisten zubewegt, der seine Waffe mehrfach auf den anstürmenden Brown abfeuerte und ihn tötete. Wilson feuerte während der insgesamt etwa 90 Sekunden andauernden Auseinandersetzung zwischen seinem Stopp mit dem Fahrzeug und dem letzten tödlichen Schuss zwölf Schüsse auf Brown ab, von denen mindestens sechs trafen.

### Vorhergegangene Straftat
Die Polizei veröffentlichte sechs Tage nach dem Todesfall am 15. August 2014 Aufnahmen einer Überwachungskamera, die zeigen, wie Brown, grob fünf Minuten vor dem für ihn tödlich endenden Zusammenstoß mit Wilson, einen Raub in einem Laden, dem Ferguson Market and Liquor, beging: 

„The encounter between Wilson and Brown took place over an approximately two-minute period of time at about noon on August 9, 2014. […] Brown and Witness 101 had just come from [Ferguson Market and Liquor] where, at approximately 11:53 a.m., Brown stole several packages of cigarillos. As captured on the store’s surveillance video, when the store clerk tried to stop Brown, Brown used his physical size to stand over him and forcefully shove him away.“

„Einigkeit besteht nur darüber, dass Brown und sein Freund Dorian Johnson einen Zigarrenladen überfallen hatten.“

 Dort hatte Brown, in Begleitung seines Freunds Dorian Johnson, um Cigarillos gebeten; als der Verkäufer die Packung dann auf den Verkaufstresen gelegt hatte, schnappte Brown sie sich und gab sie Johnson. Brown griff dann über den Tresen und nahm mehrere Packungen Cigarillos an sich. Es kam zu einer Konfrontation zwischen Verkäufer und Brown, in der letzterer sich weigerte zu zahlen. Johnson legte dabei die ihm von Brown gegebenen Cigarillos wieder zurück. Brown und Johnson wollten darauf das Geschäft verlassen, der 1,93 Meter große Brown dabei mit unbezahlten Cigarillos im Gesamtwert von rund 50 US-Dollar. Der Verkäufer, der Brown am Verlassen durch Zuhalten der Tür hindern wollte, wurde von diesem weggestoßen.
Für Aufmerksamkeit sorgte, dass das Justizministerium der Vereinigten Staaten die lokalen Polizeibehörden dazu drängte, das Überwachungsvideo zurückzuhalten, weil es die Ausschreitungen weiter anheizen könne. Fergusons Polizeichef Tom Jackson veröffentlichte es trotzdem, da er sich nach eigenen Angaben durch Anfragen auf Basis des Freedom of Information Acts dazu verpflichtet gesehen habe. Das Bundesministerium, selbst im Besitz einer Kopie, zog zu keinem Zeitpunkt eine Veröffentlichung in Betracht.

### Reaktionen
Browns Familie engagierte den Anwalt Benjamin Crump, der 2012 Angehörige des 17-jährigen Trayvon Martin, der im Februar 2012 in der Stadt Sanford in Florida von einem Mitglied einer Nachbarschaftswache erschossen worden war, anwaltlich vertrat.
Als die Polizei in Ferguson Standbilder der Überwachungskamera veröffentlichte, die den von Brown zuvor begangenen Raubüberfall zeigen, reagierte Michael Browns Familie empört. Die Familie sagte, die Veröffentlichung rücke ihren Sohn, der bisher keine kriminelle Vergangenheit habe, in ein schlechtes Licht. Die Anwälte der Familie erklärten, keine der vorgelegten Fakten könne „die hinrichtungsartige Tötung ihres Kindes durch einen Polizisten rechtfertigen, während er die Hände hoch hielt, was weltweit das Zeichen des Sich-Ergebens ist“.

## Zentrale Gedenkfeier
Am 25. August 2014 fand die zentrale Gedenkfeier in der Friendly Temple Missionary Church in St Louis mit über 4500 Teilnehmern statt. Bei der Trauerfeier nahmen mehrere US-Politiker und andere Prominente teil, darunter Al Sharpton, Spike Lee, Martin Luther King III, der Moderator Tom Joyner, Sean Combs und Snoop Dogg. US-Präsident Barack Obama sandte drei offizielle Repräsentanten des Weißen Hauses.

## Ermittlungen
Für die Entscheidung darüber, ob gegen Darren Wilson ein Strafverfahren nach den Gesetzen des Staates Missouri eröffnet wird, wurde am 20. August eine Grand Jury einberufen. Diese entschied nach Anhörung von Zeugen und Ermittlungsbeamten am 24. November, kein derartiges Verfahren einzuleiten. Wilson habe – so der Bezirksstaatsanwalt Bob McCulloch – in „berechtigter Notwehr gehandelt“.
Die Ermittlungen wegen einer möglichen Verletzung der Bürgerrechte des Getöteten hatte die Bundespolizei FBI übernommen, sie empfahl im Januar 2015, keine Bundesanklage zu erheben. Forensische Ermittlungsergebnisse seien mit den Angaben des Beamten Wilson vereinbar, dieser habe Gesichtsverletzungen gehabt wie sie nach Schlägen ins Gesicht erwartbar seien, in der Autotür habe sich eine Kugel gefunden, was vereinbar mit Wilsons Aussage sei, Brown habe nach seiner Dienstwaffe gegriffen und diese zeitweilig auch insofern kontrolliert, als er die in der Hand Wilsons befindliche Waffe blockiert habe und Richtung der Hüfte Wilsons drücken konnte, so dass der erste gefeuerte oder gelöste Schuss in Hüfthöhe in Richtung Autotür ging. Zeugen hätten ferner ausgesagt, sie hätten Brown mit Händen und Oberkörper in den Polizeiwagen reichen gesehen, andere Zeugen hätten zwar ausgesagt, der verfolgende Polizeibeamte hätte den fliehenden Brown in den Rücken geschossen, die Autopsien wiesen aber lediglich frontale Schüsse und keine in den Rücken nach.
Eine von der Familie beauftragte Obduktion ergab, dass Brown von mindestens sechs Schüssen getroffen wurde: Vier Schusswunden lagen demnach im Bereich des rechten Arms, zwei weitere Kugeln trafen den Kopf. Mit Ausnahme eines Kopfschusses trafen Brown alle Kugeln von vorn. Der zweite Kopfschuss traf den Schädel von oben. Der von der Familie Brown für ein Gegengutachten beauftragte Gerichtsmediziner Michael M. Baden gab an, den Hergang anhand der Beweislage nicht genau rekonstruieren zu können, machte jedoch einige allgemeine Angaben. So sei der zweite Kopfschuss erfolgt, als Brown den Kopf gesenkt hielt. Schüsse aus kurzer Distanz seien wegen fehlender Pulverrückstände auszuschließen.
Teile der Aussage des Zeugen Dorian Johnson, wonach Brown vom Polizeibeamten mit einer Hand festgehalten und mit der Waffe in der anderen erschossen worden sei, wurden nach den neuen Obduktionsergebnissen in Zweifel gezogen.
Der Washington Post sagte eine mit dem Fall betraute Person, dass Michael Brown Marihuana in seinem Körper gehabt habe, als er starb.
Von den Schüssen auf Michael Brown existiert eine zwölfsekündige Audioaufnahme aus einem Videochat eines Anwohners, die vom FBI untersucht wurde.

## Unruhen

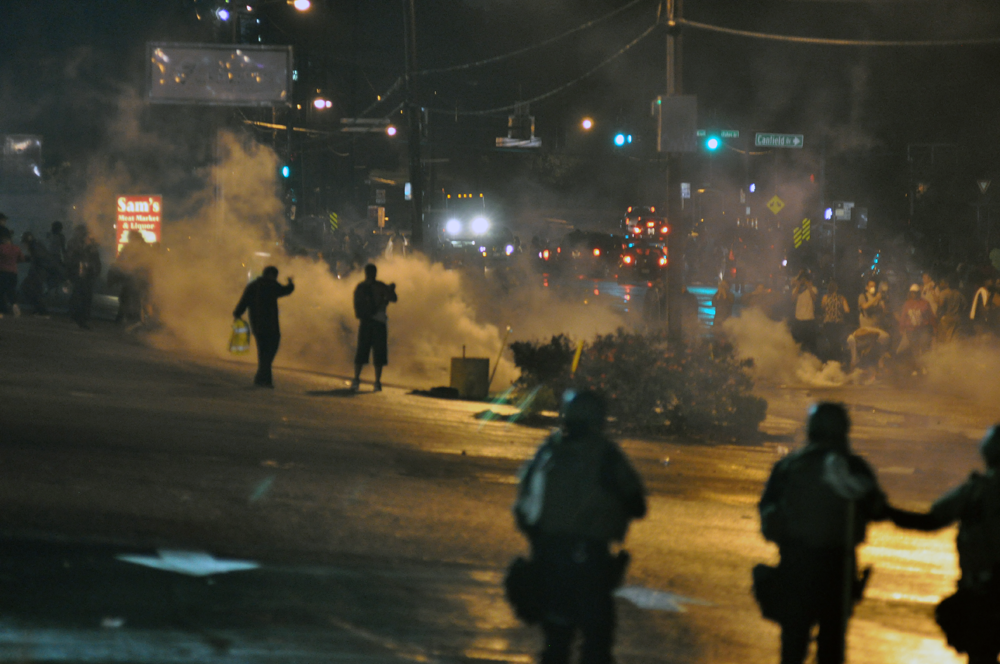
Unruhen am 17. August

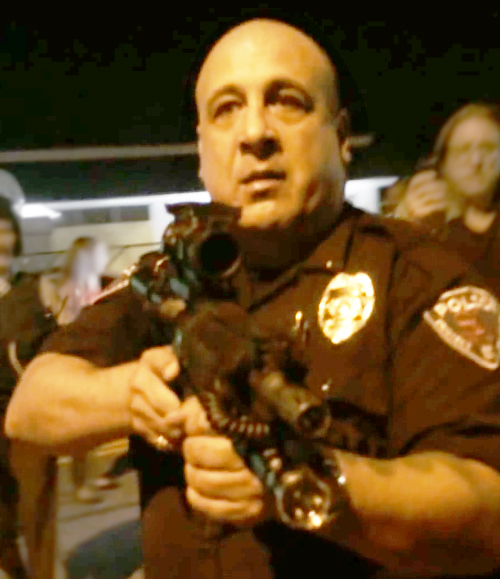
Ein Polizist bedroht am 19. August Reporter in Ferguson. Er wurde später für den Vorfall suspendiert

Nach einer Mahnwache kam es zu Krawallen. Tausende überwiegend afroamerikanische Demonstranten hatten sich am Tatort versammelt. Die mit Schlagstöcken bewaffneten Einsatzkräfte der Polizei setzten Tränengas ein und versuchten, die Menge mit Hunden auseinanderzutreiben. Als die Lage weiter eskalierte, forderte die Polizei Verstärkung aus den Nachbargemeinden an. 32 Demonstranten seien verhaftet worden, teilte die Polizei mit. Im Verlauf der Proteste wurden mehrere Geschäfte geplündert, darunter am Freitag auch der Supermarkt, den Brown beraubt haben soll. Am späten Sonntagabend, den 10. August 2014 wurden weitere Geschäfte geplündert, und es kam vereinzelt zu gewaltsamen Auseinandersetzungen mit der Polizei.
Täglich kam es abends und nachts zu Unruhen in der Stadt. In der Nacht zum 19. August bewarfen Protestierende eine Tankstelle mit Brandsätzen, woraufhin diese ausbrannte. Der Chef der Staatspolizei Missouris, unter deren Kommando alle Polizeikräfte in Ferguson standen, beklagte, Kriminelle würden die Situation nutzen und mit scharfen Waffen auf Polizisten schießen.
Nach der Entscheidung der Grand Jury, kein Strafverfahren zu eröffnen, flammten die Unruhen am 24. November wieder auf. Nach der Entscheidung der Grand Jury rief Michael Browns Stiefvater Louis Head zur Menge vor dem Police Department „Burn this bitch down!“ Es folgten sowohl friedlicher Protest als auch gewaltsame Unruhen. Ein Dutzend Gebäude wurde niedergebrannt, auch zwei Fahrzeuge der Polizei und verschiedene andere verbrannten. Zudem kam es zu weiteren Zerstörungen und Plünderungen. Es waren Schüsse zu hören. In Ferguson wurden 61 Personen festgenommen u. a. wegen Einbruch und Hausfriedensbruch. Die Polizei setzte Tränengas ein. Am 25. November wurde der 20 Jahre alte DeAndre Joshua tot in einem parkenden verbrannten Auto gefunden. Er war erschossen worden. Die Nationalgarde wurde in Ferguson eingesetzt, um eine weitere Eskalation zu verhindern.

## Journalistenfestnahmen
Die Polizei beklagte, dass Journalisten Aufforderungen, bestimmte Gebiete zu verlassen, nicht Folge leisteten.
Journalisten, die über das Geschehen in Ferguson berichten wollten, beklagten dagegen Übergriffe durch die Polizei. Diese wolle die Berichterstattung verhindern. Mindestens neun Journalisten waren während der Unruhen festgenommen und inhaftiert worden, darunter drei deutsche: Der USA-Korrespondent der „Welt-Gruppe“, Ansgar Graw, Bild-Reporter Lukas Hermsmeier und Rheinische-Post-Korrespondent Frank Herrmann wurden am 18. August 2014 von örtlichen Sicherheitskräften in Ferguson festgenommen. Ihren Berichten zufolge wurden sie in Handschellen abgeführt. Als Ansgar Graw nach dem Namen des verantwortlichen Polizisten fragte, erhielt er die Antwort „Donald Duck“. Der Polizist will seinerseits auf eine Provokation seitens der Journalisten reagiert haben, die das Verbot, länger als 6 Sekunden stillzustehen, angesichts der Überschaubarkeit der Sicherheitslage – es war keine Versammlungsbildung auf offener Straße zu befürchten – mit einer Art Entengang kommentiert haben sollen. Während Ansgar Graw und Frank Herrmann nach Stunden wieder freikamen, wurde Lukas Hermsmeier, der von Gummigeschossen getroffen worden war, in das Gefängnis von St. Louis gebracht und kam erst einige Stunden später wieder frei.
Ryan Reilly, Reporter der Huffington Post, und der Pulitzer-Preis-Gewinner Wesley Lowery, Reporter der Washington Post, wurden am 13. August in einem Schnellrestaurant von Polizisten angegriffen und verhaftet. Auf ein Fernsehteam des Senders Al Jazeera wurden Tränengasgranaten geschossen. Auch ein Fotograf der Agentur Getty, Scott Olson, wurde festgenommen.
Die Journalistenorganisation Reporter ohne Grenzen verurteilte die Festnahmen scharf. Sie wertete die aktuellen Vorkommnisse als „gravierende Verletzungen der Pressefreiheit“. Der Deutsche Journalisten-Verband spricht von einer „neuen Qualität der Einschränkung der Pressefreiheit“.
Ende März 2015 reichten vier der betroffenen Journalisten, darunter die deutschen Reporter Graw, Hermann und Hermsmeier, Klage gegen das County St. Louis und die zuständige städtische Polizeibehörde ein. Während das Verfahren gegen die Stadt 2016[veraltet] noch schwebte, wurde das Verfahren gegen das County im Mai 2016 durch einen Vergleich beendet. Das County räumte dabei die Verletzung der Pressefreiheit ein und sagte eine Überarbeitung seiner Verfahrensweisen zu.

## Reaktionen
Der Gouverneur von Missouri, Jay Nixon, hat den Einsatz der örtlichen Polizei gestoppt und sie durch die von einem in Ferguson geborenen Schwarzen geleitete Highway Patrol des Bundesstaates ersetzt.
Sechs Tage nach der Tat gab der Polizeichef von Ferguson den Namen des Todesschützen bekannt. Eine Woche nach der Tötung von Brown verhängte Gouverneur Nixon eine von Mitternacht bis 5 Uhr morgens geltende Ausgangssperre für die Stadt Ferguson. Wenig später ordnete Nixon die Entsendung der Nationalgarde nach Ferguson an, um die Polizeizentrale sowie die Einkaufszentren in Ferguson zu beschützen. Die Ausgangssperre wurde am 19. August 2014 wieder aufgehoben. Zwei Tage später wurde der Einsatz der Nationalgarde für beendet erklärt.
US-Präsident Barack Obama bezeichnete den Fall als „herzzerreißend“ und mahnte zum Gewaltverzicht. Er entsandte US-Justizminister Eric Holder nach Ferguson; dieser soll den Todesfall in Zusammenarbeit mit dem FBI untersuchen. Der US-amerikanische Senator Rand Paul kritisierte in einem Gastbeitrag für das Magazin TIME mit Blick auf die Vorgänge in Ferguson die Militarisierung der Polizeibehörden durch die US-Bundesregierung sowie die Diskriminierung schwarzer Amerikaner durch Polizei und Justiz.
UN-Generalsekretär Ban Ki Moon verlangte von den US-Behörden, „das Recht zur friedlichen Versammlung und zur freien Meinungsäußerung zu gewährleisten“; die Polizisten sollten die internationalen Standards zum Umgang mit Demonstranten befolgen.

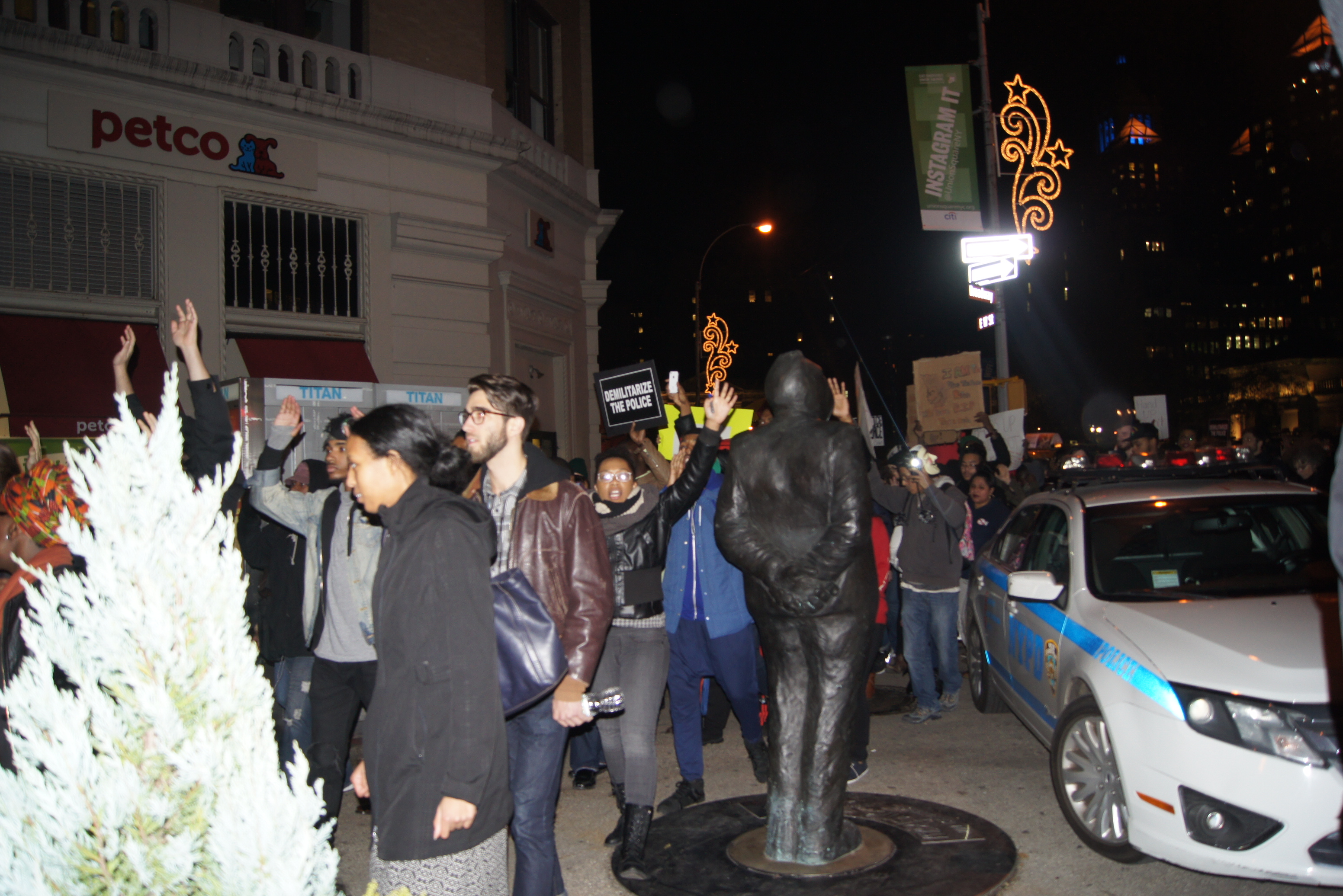
Demonstranten in New York City reagieren auf die Entscheidung der Grand Jury

Am 18. August 2014 gab Amnesty International (AI) bekannt, eine Gruppe von 13 Beobachtern nach Ferguson zu entsenden, um das Vorgehen von Polizei und Nationalgarde zu beobachten sowie Demonstranten über ihre Rechte aufzuklären. Amnesty International forderte die Behörden auf, die Menschen- und Grundrechte zu respektieren und zu wahren. Al Sharpton sprach von einem „äußerst beunruhigenden“ Vorfall und kündigte einen Besuch bei der Familie Brown an.
Die Ereignisse setzten eine Debatte über die fortgeschrittene Militarisierung der Polizei in den USA in Gang, da die örtliche Polizei bei ihren Einsätzen Panzerfahrzeuge, Kampfanzüge und schwere Waffen verwendete, mit denen sie für die Bekämpfung von Drogenkriminalität und Terrorismus im Rahmen des Programm 1033 ausgerüstet worden war.
Journalistische Recherchen ergaben weitere mehrere Jahre zurückliegende Fälle von rassistischer Diskriminierung von Afroamerikanern in Ferguson. Im September 2009 war der Afroamerikaner Henry Davis irrtümlich festgenommen worden, weil er den gleichen Namen wie ein Tatverdächtiger hatte. Auf dem Polizeirevier wurde er geschlagen und wegen Eigentumsverletzung der Polizeibeamten angeklagt, weil er ihre Uniformen vollgeblutet habe, nachdem er von ihnen geschlagen worden war. Davis’ Amtshaftungsklage wurde zurückgewiesen.
Zwischen Juli 2009 und Dezember 2010 hatte die Polizei von Ferguson einen Mitarbeiter eingestellt, der aus dem Polizeidienst in St. Louis (Missouri) entfernt worden war, nachdem er zwei schwarze Minderjährige (eine davon war ein zwölfjähriges Mädchen) angegriffen hatte. Dieser Angriff war später von einer staatlichen Kommission als krimineller Akt bewertet worden.
Im September 2011 wurde der geistig behinderte Afroamerikaner Jason Moore von der Polizei mit einem Taser ruhiggestellt. Nachdem er auf dem Boden lag, wurde der Taser noch zweimal angewendet und Moore starb an einem Herzinfarkt.
Nach Michael Browns Tod initiierten Menschen in Ferguson eine Petition, die fordert, dass Polizisten mit am Körper zu tragenden Minikameras ausgestattet werden. Damit solle in Zukunft Fehlverhalten der Polizei dokumentiert und letztlich vermieden werden. Drei Tage nach Browns Tod hatten mehr als 112.000 Menschen unterschrieben. Ab 100.000 Unterschriften muss sich das Weiße Haus mit dem Text befassen und öffentlich darauf antworten.
Zwei Projekte auf der Internetplattform Facebook wurden zur Unterstützung des Polizisten Darren Wilson gegründet. Ein Fundraising-Projekt auf der Plattform GoFundMe sammelt seit 17. August Geld für Wilson. Etwa hundert Demonstranten versammelten sich am 17. August in St. Louis, um ihre Unterstützung für Wilson zu zeigen.

## Friedliche Proteste und Unruhen zum ersten Jahrestag

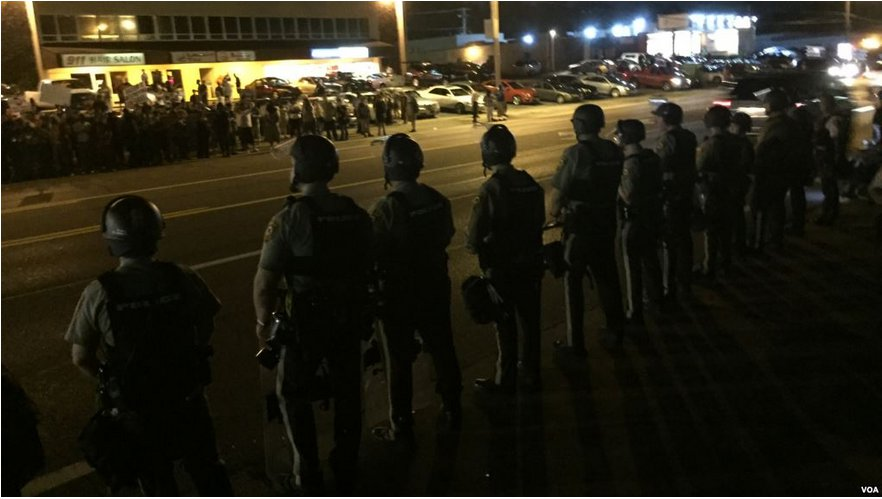
Polizei und Demonstranten am 10. August 2015

Am 9. August 2015, dem Jahrestag von Browns Tod, kam es zunächst zu friedlichen Protesten in Ferguson. Später in der Nacht kam es zu Unruhen mit einer Schießerei.